# 山下裕貴
山下 裕貴（やましたひろたか、1956年〈昭和31年〉6月9日 - ）は、日本の元陸上自衛官（陸将）。1979年、陸上自衛隊入隊。自衛隊沖縄地方協力本部長、東部方面総監部幕僚長、第３師団長、陸上幕僚副長、中部方面総監などの職を歴任。特殊作戦群の創設にも関わる。2015年、陸将で退官。宮崎県出身。防衛大学校本科第25期相当。職種は特科（野戦）。千葉科学大学客員教授。日本文理大学客員教授。

## 略歴
- 1956年（昭和31年）6月：宮崎県生まれ。
- 1979年（昭和54年）3月：大分工業大学（現在は日本文理大学）卒業
- 1979年（昭和54年）3月：陸上自衛隊に入隊。第41普通科連隊
- 1981年（昭和56年）3月：陸上自衛隊幹部候補生学校　一般幹部候補生課程62期（防大25期相当）。職種は特科（野戦）
- 1981年（昭和56年）9月：第1特科連隊（2002年第1特科隊として再編、2023年東部方面特科連隊として再編）
- 1988年（昭和63年）3月：陸上自衛隊富士学校 特科部
- 1988年（昭和63年）8月：指揮幕僚課程（陸上自衛隊幹部学校付）
- 1990年（平成2年）8月：陸上自衛隊幹部候補生学校 企画室
- 1992年（平成4年）8月：防衛庁長官官房 広報課（陸幕付）
- 1994年（平成6年）8月：陸上幕僚監部 防衛部 防衛課 編成班
- 1999年（平成11年）8月：防衛研究所 一般課程（陸幕付）
- 2000年（平成12年）8月：第13特科隊長 兼日本原駐屯地司令
- 2002年（平成14年）4月：陸上幕僚監部 防衛部 防衛課 編成班長
- 2004年（平成16年）3月：陸上幕僚監部 防衛部 防衛課 防衛調整官
- 2005年（平成17年）1月：陸上幕僚監部 人事部 人事計画課長
- 2007年（平成19年）3月：中部方面総監部 幕僚副長
- 2009年（平成21年）3月：自衛隊沖縄地方協力本部長
- 2010年（平成22年）7月：東部方面総監部 幕僚長 兼朝霞駐屯地司令
- 2012年（平成24年）7月：第34代第3師団長
- 2013年（平成25年）8月：第51代陸上幕僚副長
- 2014年（平成26年）8月：第32代中部方面総監
- 2015年（平成27年）8月：退官

## 著書
- 『オペレーション雷撃』文藝春秋、2020年11月20日。ISBN 978-4-16-391301-8
- 『完全シミュレーション 台湾侵攻戦争』講談社、2023年4月19日。ISBN 978-4-06-531959-8